# 裴廷謨
裴廷謨（？—1661年8月12日（永曆十五年七月丙寅）），字嘉言，福州府閩縣人，南明政治人物。

## 生平
裴廷謨是吳貞毓的岳父，擔任戶部員外郎；永曆八年（1654年）爆發十八人之獄，他被孫可望擒獲，遭拷打到斷臂，後來得釋，陞任儀制郎中。兩年後（1656年）他和高勣、鄔昌琦、許紹亮上疏勸告李定國、劉文秀不要和馬吉翔過分來往，遭永曆帝杖打一百五十次，並除名；不久李定國在金維新勸諫下聯同劉文秀解救他們，才能恢復官職。
永曆十二年（1658年）三月，裴廷謨和許紹亮、金簡、周官接連疏劾馬吉翔，未獲理會，後來他和鄔昌琦一同在咒水之難遇害。

## 引用
1. 1 2  錢海岳《南明史·卷四·本紀第四》：（永曆十五年七月）丙寅，緬人咒水戕從臣……
2. 1 2  錢海岳《南明史·卷五十九·列傳第三十五》：（高）勣與鄔昌琦、裴廷謨、許紹亮患之，合疏言：「二王功高望重，不當往來權佞之門，蹈孫可望故轍。」疏上，二人怒，不入朝。吉翔激上怒，命各杖百五十，除名。定國尋悟，偕文秀救之，得復官。……廷謨，字嘉言，閩縣人。吳貞毓妻父。官戶部員外郎。安龍之獄，為可望所執，不屈，掠治折臂。已得釋，晉儀制郎中。
3. ↑  《爝火錄·卷二十六》：丙申、大清順治十三年 永明王永歷十年、魯王十一年……秋七月丁未朔，晉王李定國、蜀王劉文秀時詣馬吉翔、龐天壽家，光祿少卿高績（勣）與御史鄔昌期（琦）患之；合疏言『二王功高望重，不當往來權佞之門；恐滋奸弊，複蹈秦王故轍』！疏上，二王遂不入朝。吉翔激王怒，命各杖一百五十，除名。定國客金維新走告定國曰：『績、昌期誠有罪，但不可使朝廷有殺諫官名』！定國即偕文秀入救，乃復二人官。
4. ↑  錢海岳《南明史·卷五十九·列傳第三十五》：昌琦、廷謨死咒水之禍。……永曆十二年三月，與（許）紹亮、（金）簡、周官交疏劾（馬）吉翔，不省。